# Bissey-la-Côte
Bissey-la-Côte ist eine französische Gemeinde mit 132 Einwohnern (Stand 1. Januar 2022) im Département Côte-d’Or in der Region Bourgogne-Franche-Comté. Sie gehört zum Kanton Châtillon-sur-Seine und zum Arrondissement Montbard.
Nachbargemeinden sind Riel-les-Eaux im Nordwesten, Montigny-sur-Aube im Norden, Courban im Osten, Villotte-sur-Ource im Süden, Brion-sur-Ource im Südwesten und Thoires im Westen.

## Bevölkerungsentwicklung
| Jahr                       | 1962 | 1968 | 1975 | 1982 | 1990 | 1999 | 2008 | 2016 |
| -------------------------- | ---- | ---- | ---- | ---- | ---- | ---- | ---- | ---- |
| Einwohner                  | 154  | 129  | 134  | 133  | 122  | 120  | 94   | 124  |
| Quellen: Cassini und INSEE |      |      |      |      |      |      |      |      |

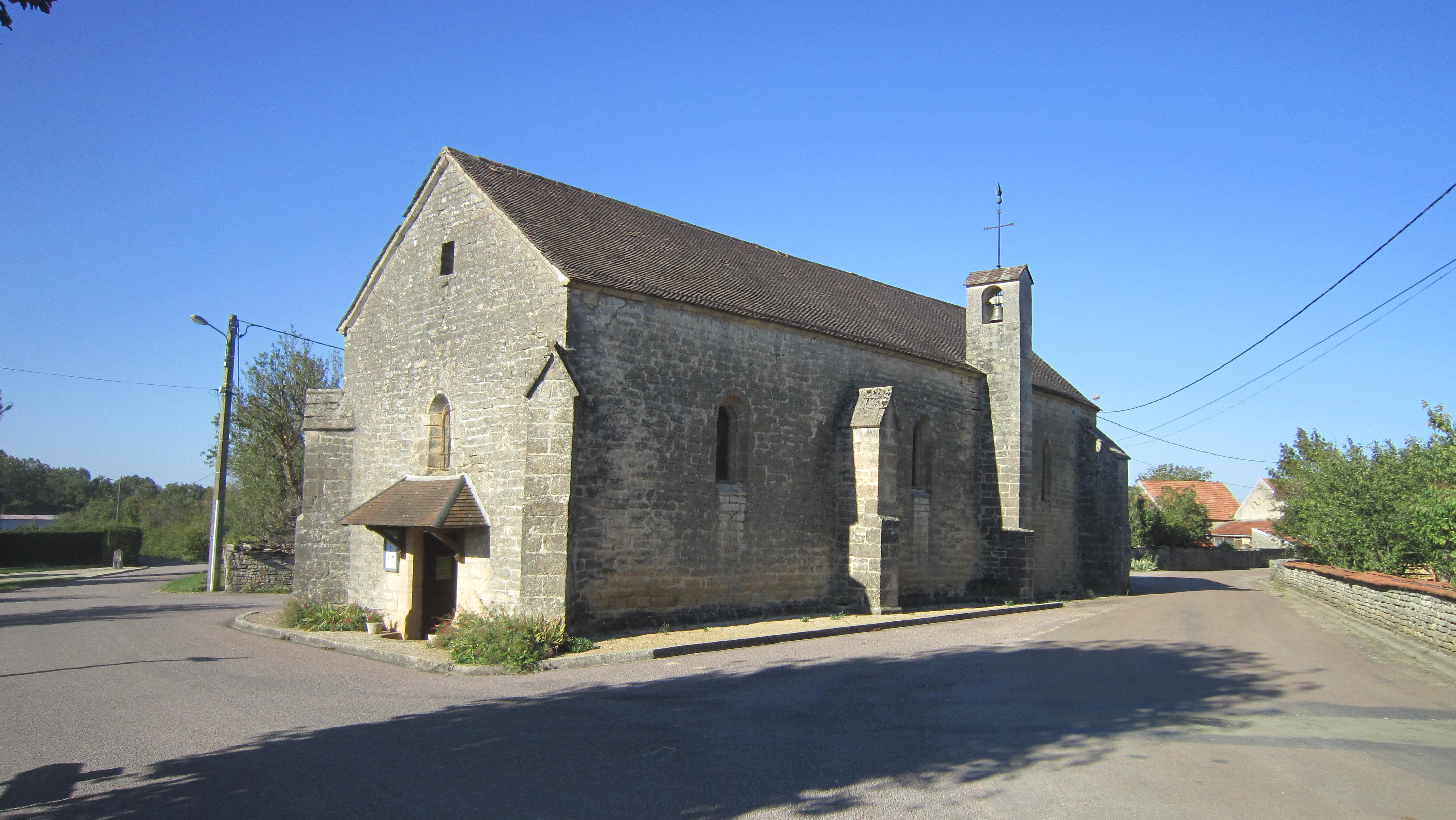
Romanische Kapelle (Chapelle du Layer), Monument historique seit 1976
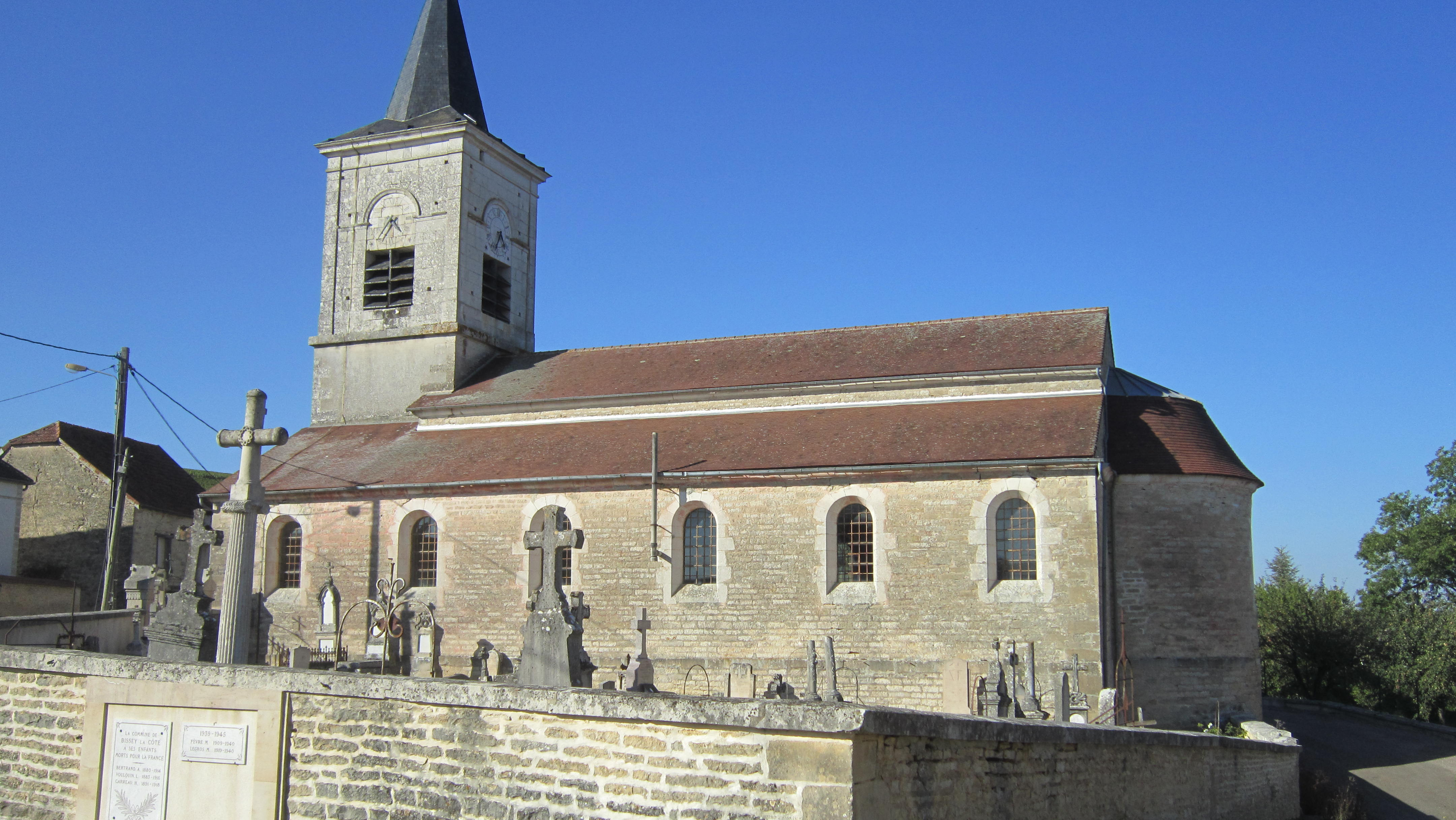
Geburts-Kirche (Église de la Nativité)

## Weinbau
Die Reben in Bissey-la-Côte sind Teil des Weinbaugebietes Bourgogne. Einige Lagen werden als AOC Bourgogne Passetoutgrain vermarktet.